# مجزرة عائلة أبو جراد
مجزرة عائلة أبو جراد ( 28 أيار 2024) هي مجزرةٌ ارتكبها سلاح الجوّ الإسرائيلي حينما أغارَ على مجموعة خيام النازحين قرب بركسات الأونروا في منطقة تل السلطان غرب مدينة رفح وجنوب قطاع غزة، وذلك الساعة الخامسة فجرًا يوم الثلاثاء 28 أيار 2024. أسفرت هذه المجزرة الإسرائيليّة على استشهاد 4 أفراد من العائلة وإصابة أخرين.

## خلفية الحدث
في ساعاتِ الصباح الأولى من يوم السابع من أكتوبر 2023 أطلقت حركة المقاومة الإسلامية حماس عبر ذراعها العسكري كتائب الشهيد عز الدين القسام عملية طوفان الأقصى وذلك ردًا على الاعتداءات الإسرائيلية وتدنيس الأقصى والاستمرار في الاستيطان كما أكّد على ذلك محمد الضيف القائد العام للقسّام والذي أعطى إشارة انطلاق العمليّة التي شهدت اقتحامًا من المقاومين لمستوطنات غلاف غزة ونجحوا في قتلِ عدد كبيرٍ من الجنود الإسرائيلين، وأسر عشرات آخرين كما استطاعوا خلال ساعات قطع عشرات الكيلومترات ووصلوا لمستوطنات أبعد من تلك المحيطة والقريبة من قطاع غزة.
استمرَّت الاشتباكات بين الجيش الإسرائيلي وبين المقاومين في عديد من المستوطنات وعلى رأسها مستوطنة سديروت. الرد الإسرائيلي على هذه العمليّة جاء من خلال شنّ سلاح الجو الإسرائيلي عشرات الغارات العشوائيّة على القطاع متسبّبة في مقتل عشرات المدنيين وتدمير البنية التحتية لمدن القطاع، ليصل حد فرض إغلاق شامل وقطع متعمد لكل الخدمات من ماء وكهرباء وغاز، وهو ما هدَّد حياة أكثر من مليونَي فلسطيني يعيشُ داخل القطاع الذي يُعاني أصلًا من تبعات الحصار الخانق عليهم منذ ستة عشر عاماً.
في مساء يوم 27 أكتوبر/تشرين الأول، أعلن جيش الاحتلال الإسرائيلي بدء الهجوم بري على قطاع غزة من خلال بدء التوغل في بلدة بيت حانون ومخيم البريج. حدث الهجوم وسط سلسلة من الغارات الجوية الإسرائيلية واسعة النطاق التي أدت إلى قطع الاتصالات المتنقلة والوصول إلى الإنترنت في غزة.

## المجزرة
مع بدء الحرب الفلسطينية الإسرائيلية 2023، قام سلاح الجو الإسرائيلي بقصف العديد من المنازل وخيام لنازحين وإرتكاب العديد من المجازر ومن بينهم مجزرة عائلة أبو جراد التي انتهت بإستشهاد 7 شهداء من عائلتي أبو جراد وطنبورة وعشرات الجرحى.

## أسماء الشهداء
1. الشهيد عصام أبو جراد.
2. الشهيد عماد اسماعيل أبو جراد.
3. الشهيدة نويراه فداء اسماعيل أبو جراد.
4. الشهيدة أنوار مطيع أبو جراد.[1]